# Licania arborea
Licania arborea là một loài thực vật có hoa trong họ Cám. Loài này được Seem. mô tả khoa học đầu tiên năm 1853.